# تقييم سردي
يُعرف التقييم السردي في مجال التعليم بأنه أحد أشكال قياس الأداء والتغذية العكسية التي يمكن استخدامها كبديل عن التقيم أو مكمل له. وتتكون التقييمات السردية عمومًا من عدة فقرات من نصوص كتابية حول الأداء الفردي للطالب ومقرراته الدراسية. ويتفاوت نمط وشكل التقييمات السردية تفاوتًا كبيرًا فيما بين المؤسسات التعليمية التي تستخدمها، وأحيانًا يتم الجمع بينها وبين مقاييس الأداء الأخرى، بما في ذلك أسلوب التقييم بالأرقام والحروف وكذلك التسميات نجاح/فشل.

## الكلياتوالجامعاتالتي تستخدم التقييمات السردية
- كلية ألفيرنو
- كلية أنتيوش (تقدم درجات بالحروف للطالب عند الطلب)
- كلية بينينجتون (تتاح الدرجات بالحروف، بالإضافة إلى التقييمات السردية عند الطلب لكل مقررٍ دراسي على حدة)
- كلية بارد (تقدم للطلاب الدرجات بالحروف وتعليقاتٍ كتابية باستخدام «صفحات معايير» تقدم في منتصف الفصل الدراسي ونهايته)
- جامعة براون (تقدم اختياريًا تقريرًا سرديًا عن أداء المقرر الدراسي؛ بالإضافة إلى الدرجات بالحروف)
- كلية برلينجتون (يتاح للطلاب خيار السجلات الدراسية التقليدية.)
- كلية أطلانتيك (تسمح لك باختيار عدم تلقي الدرجات بالحروف)
- كلية إيفرجرين الحكومية (الدرجات بالحروف أو الأرقام غير مستخدمة على الإطلاق)
- كلية فيرهافن - جامعة واشنطن الغربية
- كلية جودارد (لا تستخدم الدرجات بالحروف أو الأرقام على الإطلاق)
- كلية هامبشاير (لا تستخدم الدرجات بالحروف أو الأرقام غير مستخدمةٍ على الإطلاق لطلاب هامبشاير، لكن طلبة التبادل في الكليات الخمس يمكنهم الحصول على الدرجات بالحروف متى طلبت مؤسساتهم الأصلية ذلك)
- مركز جونستون للدراسات التكاملية، جامعة ريدلاندز
- كلية مارلبورو
- الكلية الجديدة بفلوريدا (لا تستخدم الدرجات بالحروف أو الأرقام على الإطلاق)
- كلية سانت أندروز الجديدة (تقييمات قصيرة بالإضافة إلى نظام درجات بالحروف اللاتينية)
- كلية حقوق جامعة نورث إيسترن (بالنسبة لكلية الحقوق فقط، لا تستخدم الدرجات بالحروف أو الأرقام على الإطلاق)
- جامعة أوكسفورد (تقييمات قصيرة بالإضافة إلى درجات بالحروف)
- كلية بريسكوت (تتاح الدرجات بالحروف، بالإضافة إلى تقييمات سردية تقدم عند الطلب لكل مقرر دراسي على حدة)
- كلية رِيد (تتاح الدرجات بالحروف للطالب بناءً على طلبه)
- الكلية السكنية - جامعة ميتشيجين (تُقدَّم الدرجات بالحروف عند الطلب، بينما تُقدَّم التقييمات بشكلٍ اعتيادي)
- كلية القديس جون (المعروفة باسم دون راج يتم تسجيل الدرجات بالحروف وتُقدَّم عند الطلب)
- كلية سارة لورانس (تُقدَّم الدرجات بالحروف للطالب عند الطلب)
- جامعة سوكا الأمريكية (تقييماتٌ سردية ونظام درجات ناجح/غير ناجح حتى خمسة مقرراتٍ دراسية)
- جامعة كاليفورنيا- سانتا كروز (تقدم تقييمات سردية بالإضافة إلى درجات بالحروف. ومؤخرًا؛ أصبحت التقييمات السردية اختيارية.)
- جامعة واشنطن: المجتمع والبيئة والتخطيط (لتخصصات المجتمع والبيئة والتخطيط فقط؛ سجلات دراسية بتقييماتٍ سردية تتكامل مع السجلات الدراسية للنجاح أو الرسوب لجامعة واشنطن)
- كلية ييل للحقوق (لا تستخدم الدرجات بالحروف أو الأرقام على الإطلاق)

## المدارس الثانويةالتي تستخدم التقييمات السردية
- أكاديمية شارلمونت - شارلمونت- ماساتشوستس (تقييمات سردية بالإضافة إلى درجات بالحروف)
- كونسرفاتوار ابتدائي ثانوي دايف - فلوريدا (تقييمات سردية بالإضافة إلى درجات بالحروف)
- مدرسة كامبريدج في ويستون (تقييمات سردية قصيرة بالإضافة إلى درجات بالحروف)
- مدرسة المجتمع البديلة ليمان (لا تستخدم الدرجات أبدًا)
- المدرسة الحضرية في سان فرانسيسكو (تقييمات سردية مفصلة؛ ويقدم معدل العلامات النقطي (GPA) في نهاية العام؛ ولكل فصل دراسي بدءًا من الصف الحادي عشر فما فوق)
- مدرسة هامدن هول كنتري داي (تقييمات سردية قصيرة بالإضافة إلى درجات بالأرقام)
- مدرسة أوك وود في لوس أنجلوس (تقييمات سردية قصيرة بالإضافة إلى درجات بالحروف)
- مدرسة هوبكينز (تقييمات سردية قصيرة بالإضافة إلى درجات بالحروف أو الأرقام)
- ذا ميت إن روود أيلاند:  (تُحول التقييمات السردية إلى درجات لدواعي التقديم بالكليات)
- مدرسة وايلد وود الثانوية في لوس أنجلوس:  (تُحول التقييمات السردية إلى درجات لدواعي التقديم بالكليات)
- مدرسة ماديريا (تقييمات سردية قصيرة بالإضافة إلى درجات بالحروف)
- مدرسة سان روق الثانوية في سانتا باربرا - كاليفورنيا (تقييمات سردية بالإضافة إلى درجات بالحروف)
- مدرسة المجتمع باسيفيك كريست في بورتلاند - أوريجون (لا تستخدم الدرجات على الإطلاق)
- المدرسة المفتوحة لمقاطعة جيفيرسون في لايك وود - كولورادو (لا تستخدم الدرجات بالحروف أو الأرقام على الإطلاق)
- مدرسة ستون سووب - فلوريدا (تقييمات سردية تبنى على معدل العلامات النقطي (GPA) عند نهاية الصف الثاني عشر)
- مدرسة مبادرة الشباب الثانوية:  (لا تستخدم الدرجات على الإطلاق)
- مدرسة ترينيتي في جرين والد: ساوث بيند - إنديانا  (تقييماتٌ سردية بالإضافة إلى درجات بالحروف)
- مدرسة ترينيتي في ريفر ريدج: توين سيتيز - مينيسوتا  (تقييمات سردية بالإضافة إلى درجات بالحروف)
- مدرسة ترينيتي في ميدو فيو: فالز تشيرش - فيرجينيا  (تقييمات سردية بالإضافة إلى درجات بالحروف)
- مدرسة ساجيسي الثانوية: عين سعادة، لبنان  (تقييمات سردية بالإضافة إلى درجات بالحروف)
- مدرسة أليندايل كولومبيا في روتشستر، نيويورك (تقييمات سردية بالإضافة إلى درجات بالحروف)

## وصلات خارجية
- تاريخ وشرح نظام التقييم السردي في سانتا كروز

‌